# Albrecht De Vriendt
Albrecht Frans Lieven De Vriendt o Albrecht De Vriendt (En las publicaciones en lengua francesa, Albert De Vriendt o Albert François Lieven De Vriendt ) ( Gante, 8 de diciembre de 1843 – Amberes, 14 de octubre de 1900) fue un pintor belga conocido por sus escenas de género, pinturas de historia, interiores y pinturas de figuras.  También fue autor, editor y copista. Además, fue acuarelista y grabador.  Participó en el movimiento monumentalista en Bélgica y continuó la tradición de la escuela histórico-romántica belga mucho después de que fuera abandonada en su país y en el extranjero. Era hermano del pintor Juliaan De Vriendt con quien colaboró a menudo en proyectos decorativos. Fue director de la Real Academia de Bellas Artes de Amberes .

## Vida
Albrecht De Vriendt era hijo del pintor decorativo Jan Bernard (Jean) de Vriendt (1809-1868) y de Anna Rosalia Ghiert. Su padre era un pintor decorativo conocido principalmente por sus paisajes y bodegones. El hermano mayor de Albrecht, Juliaan De Vriendt, de dos años, y su hermana mayor, Clementine De Vriendt, de tres años, también se convirtieron en pintores. Tanto él como sus hermanos fueron formados inicialmente por su padre, que transmitió a sus hijos su interés por el arte y la lengua flamencos. Desde muy joven ayudó a su padre en algunos de sus proyectos decorativos. A partir de 1861 expuso algunas de sus primeras obras. En 1865 se trasladó a Amberes, donde ya vivía su hermano. Aquí estudió con el pintor Victor Lagye. Durante su estancia en Amberes, recibió la influencia del principal pintor de historia de Bélgica de la época, Jan August Hendrik Leys. 

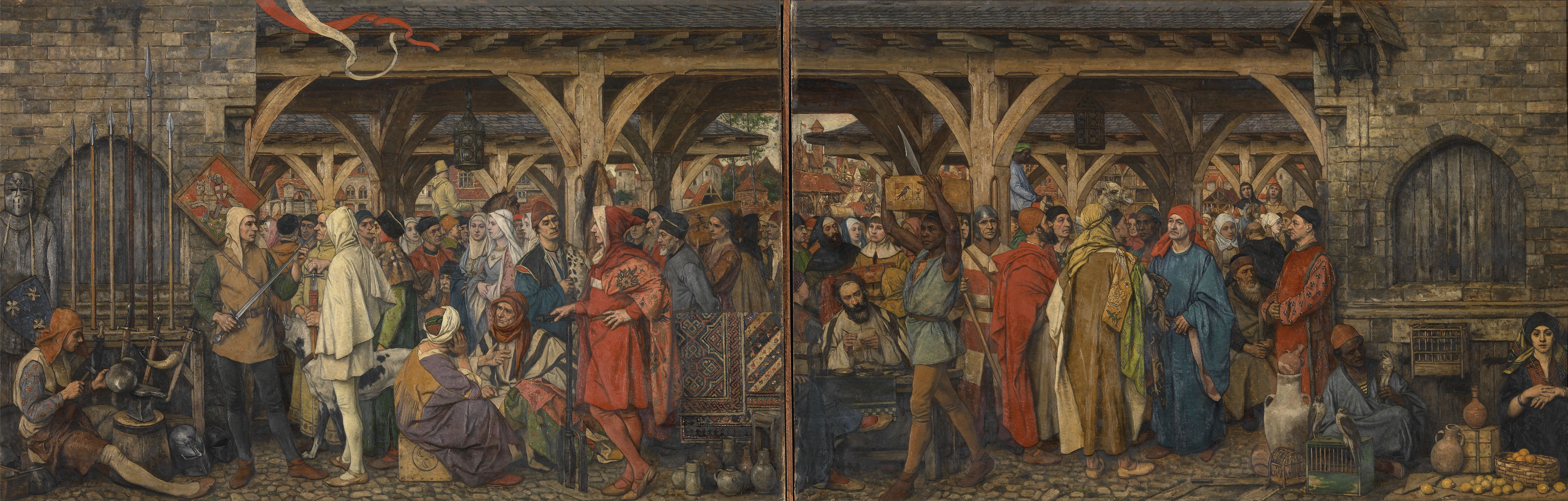
La feria anual

Tras un breve regreso a Gante, Albrecht se trasladó a Bruselas, donde se estableció. Aquí se casó en 1880 con Laure Fiévé. La pareja tuvo cinco hijos. Con su hermano Juliaan realizó varios viajes. En 1869 visitaron Alemania. En 1880, Albrecht viajó a Italia. Ese mismo año los hermanos viajaron por Egipto y Palestina. Numerosos estudios, acuarelas y dibujos al pastel de todo tipo y tamaño, así como un panorama fielmente ejecutado y otro realizado conjuntamente, titulado La muerte de Cristo, fueron los frutos de este viaje.
Mientras tanto, la reputación artística de Albrecht crecía. El artista fue miembro de varias academias y sociedades. También recibió varias distinciones. Sus obras fueron adquiridas por museos de Bélgica y del extranjero. En 1894 fue nombrado comendador de la Orden de Leopoldo, gran oficial de la Orden de Isabel la Católica y comendador de la Orden del Mérito de San Miguel. Albrecht también fue nombrado miembro de la comisión provincial de la Comisión Real de Monumentos y en ese cargo asesoró en proyectos artísticos públicos. Los hermanos Albrecht y Juliaan compartían una casa en la que ambos tenían un estudio. Esta cercanía física explica probablemente la similitud estilística entre la obra de los dos hermanos. 

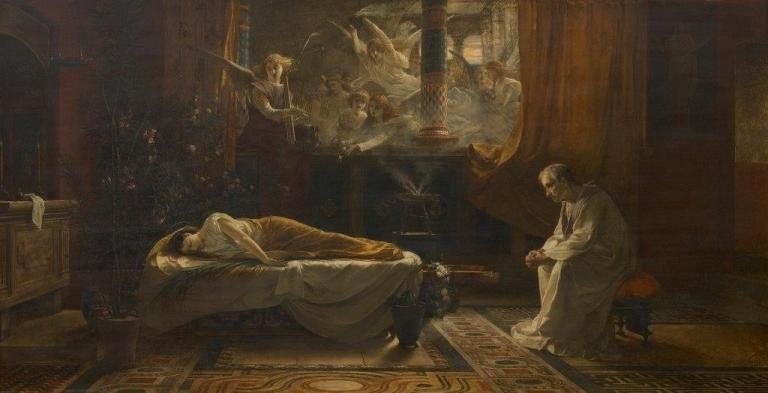
El velatorio de Santa Cecilia

Tras la muerte de Charles Verlat, Albrecht De Vriendt fue nombrado en 1891 director de la Real Academia de Bellas Artes de Amberes . En 1894 fue nombrado profesor del Instituto Nacional Superior de Bellas Artes de Amberes, que se había establecido en 1885 como un programa de posgrado en artes. Albrecht se dedicó a sus funciones académicas. 
Desde mediados de la década de 1850, el gobierno belga comenzó a promover el arte monumental en Bélgica. Proporcionó ayuda financiera a los artistas en varios proyectos. El gobierno del joven Estado belga consideraba que la promoción del arte monumental que trataba episodios de la historia nacional belga era un medio importante para crear una identidad nacional. El primer ministro belga, Charles Rogier, apoyaba especialmente este movimiento. Jean-François Portaels y Jean Baptiste van Eycken, ambos alumnos de François-Joseph Navez, contribuyeron a lanzar el movimiento monumentalista en Bélgica. Lo hicieron introduciendo en Bélgica nuevas técnicas de fresco, como la pintura al agua, que habían estudiado en el extranjero. El movimiento monumentalista fue retomado posteriormente por artistas como Jan Swerts y Godfried Guffens, que habían conocido el movimiento en Alemania. Albrecht de Vriendt y su hermano Juliaan también participaron en el movimiento artístico monumental. Uno de los proyectos en los que trabajaron fue la decoración de la sala gótica del ayuntamiento de Brujas, una obra que tras su muerte completaron su hijo Samuel De Vriendt y su hermano Juliaan. En su calidad de miembro de la comisión provincial de la Comisión Real de Monumentos, también asesoró regularmente en diversos proyectos de renovación de monumentos en Bélgica.
Cuando murió en 1900, su hermano lo sucedió en el cargo de director de la Academia de Amberes. 
Entre sus alumnos estaban Pieter Franciscus Dierckx, Frans Mortelmans, Isidoor Opsomer, Jan Brouwer Bogaerts, Willem van Barend Dort (sr. ), Albert Geudens, Gerrit David Gratama, Georges Lemmers, Simon Maris, Johan Sikemeier, Piet Slager (jr. ), Julien Stappers, Hendrik Jan Wolter, Jacques Zon y Emile Rommelaere. 

## Obra

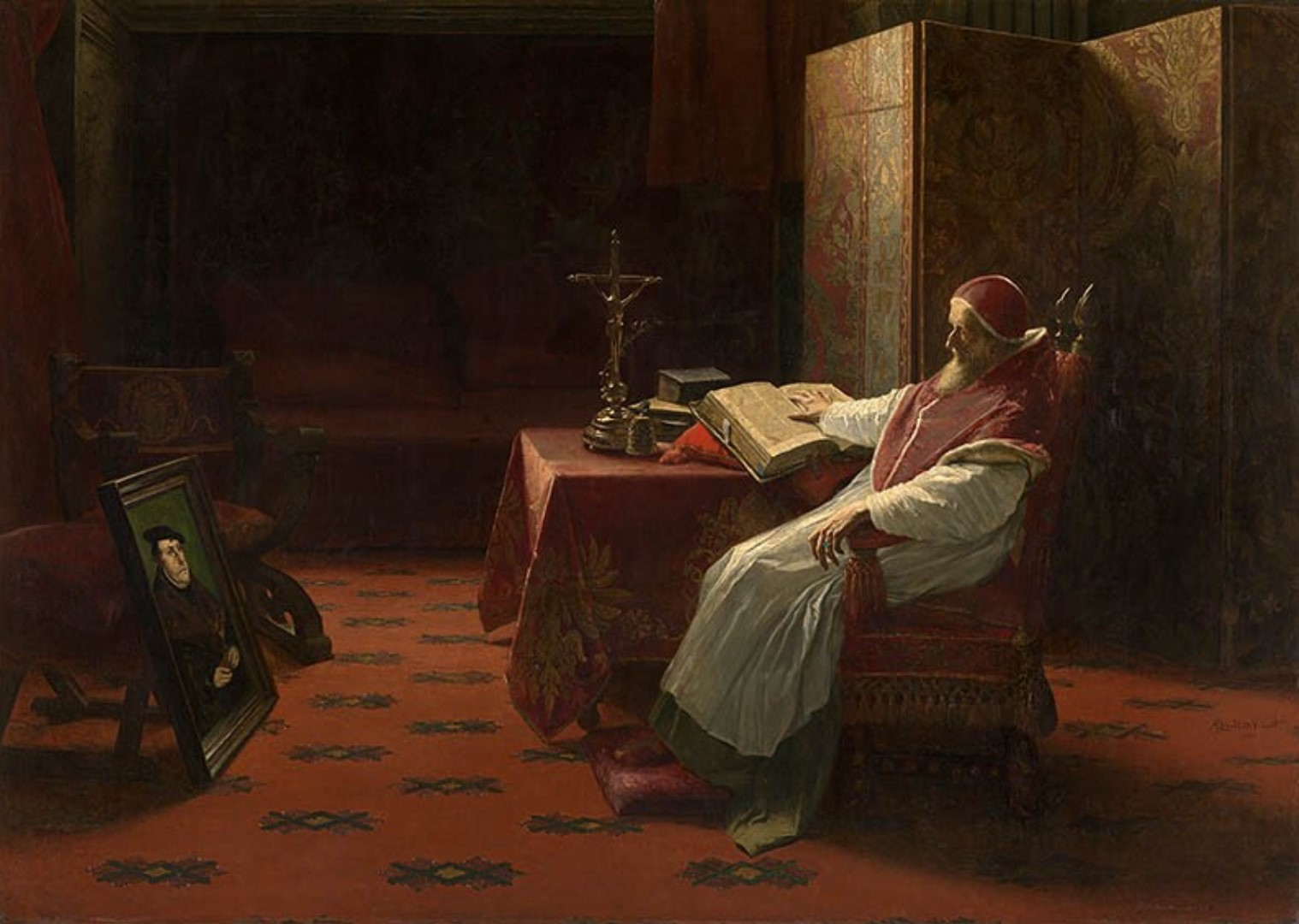
El Papa Pablo III por el retrato de Lutero

Albrecht De Vriendt fue un pintor de escenas de género, temas religiosos, pinturas de historia, interiores y pinturas de figuras. También fue acuarelista y grabador. 
El tema principal de Albrecht De Vriendt fue la gloriosa historia belga y flamenca de los siglos XV al XVII. De este modo, continuó la tradición de la escuela romántico-histórica belga, que eligió como tema de sus obras importantes acontecimientos históricos de la historia de Bélgica, considerados clave para la identidad nacional del país. El movimiento había comenzado en la década de 1830 con pintores como Gustave Wappers, Louis Gallait, Ernest Slingeneyer, Nicaise de Keyser y otras figuras menores que se habían formado normalmente en París, donde habían entrado en contacto con el nuevo movimiento romántico. A diferencia de sus modelos franceses, como Delacroix, su obra, aunque vistosa, carecía de un verdadero entusiasmo romántico y fue rápidamente recuperada por el establishment, que recompensó a los artistas con encargos y recompensas. Un ejemplo de su obra en este género es Felipe I confiriendo la Orden del Toisón de Oro a su hijo Carlos (1880, Museo de Brooklyn) pintado con motivo del 50 aniversario de la independencia de Bélgica. De Vriendt utilizó un acontecimiento de la gloriosa Bélgica para ayudar a crear la noción de un patrimonio distintivo y una identidad cultural para la joven nación belga. En esta obra, De Vriendt representa una fastuosa sala de la corte en la que Felipe el Hermoso (1478-1506) concede la Orden del Toisón de Oro a su hijo de un año, Carlos (1500-1558), que había nacido en Gante (la ciudad natal de De Vriendt). Carlos se convirtió más tarde en el gobernante más poderoso de Europa. De Vriendt demuestra en esta obra su destreza en la representación de las telas, así como su sensibilidad al representar la expresión confusa del niño Carlos.

## Galería

Obras de Albrecht De Vriendt
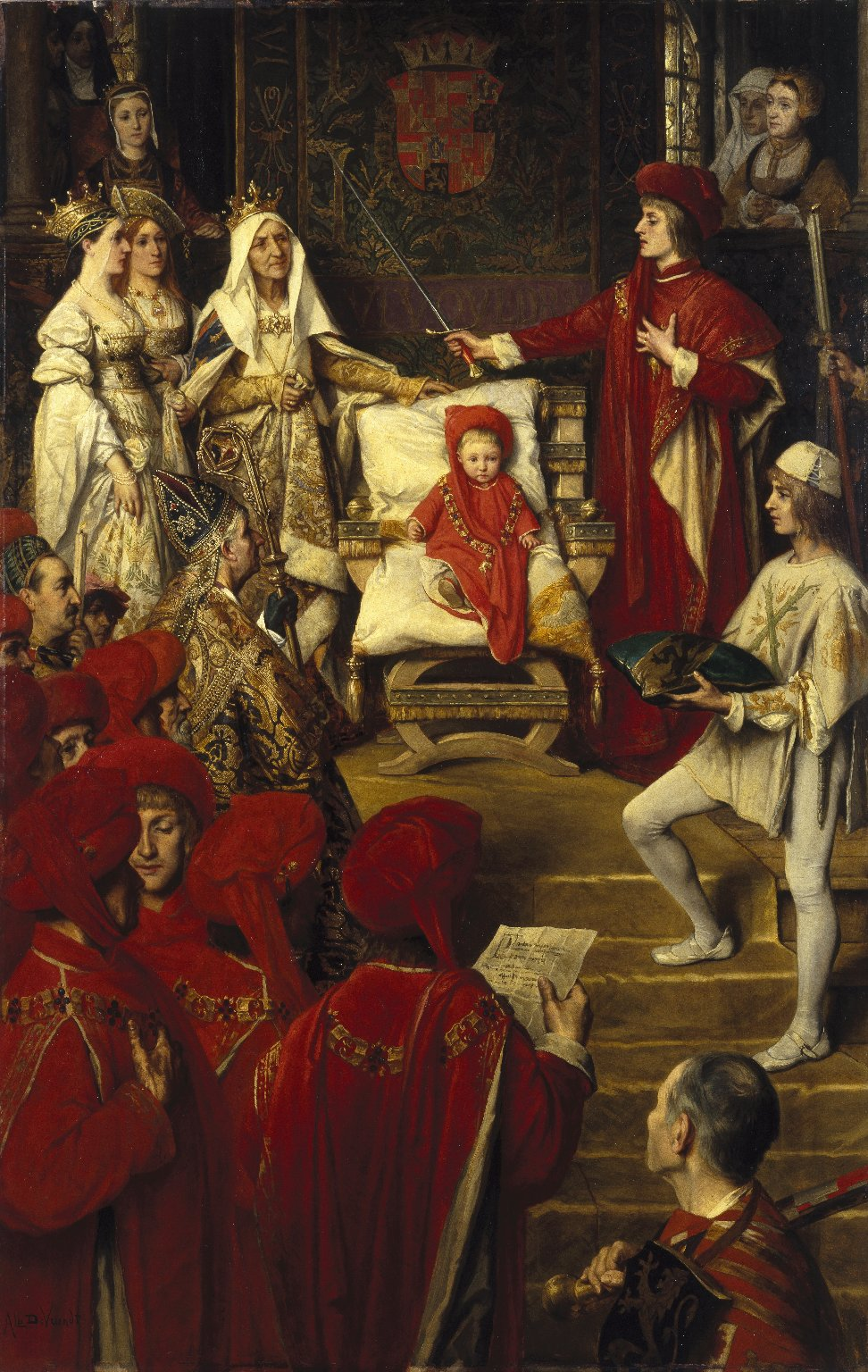
Felipe I confiere la Orden del Toisón de Oro a su hijo Carlos
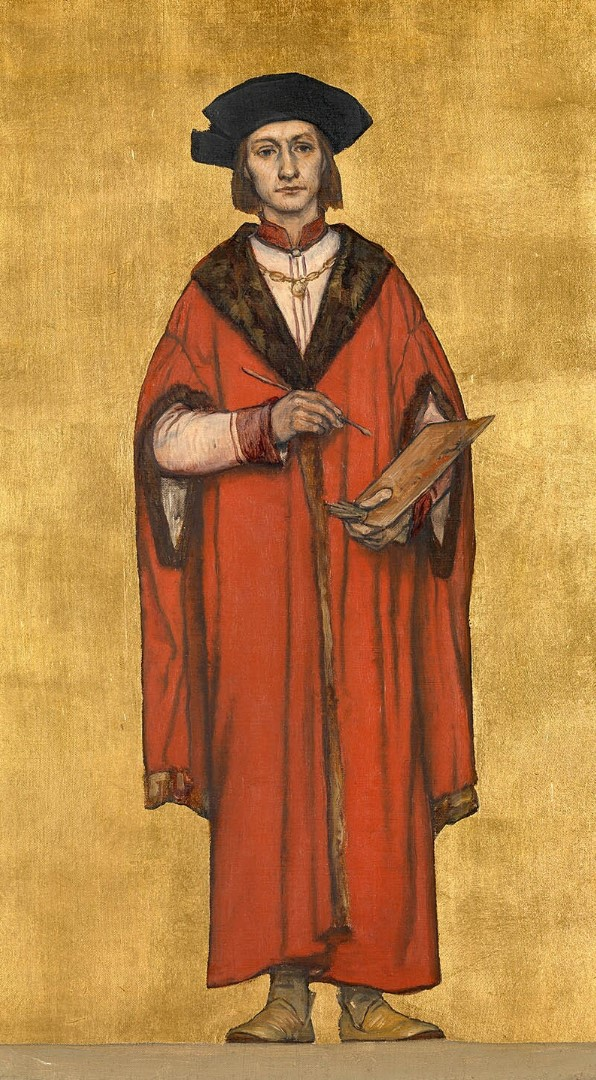
El pintor Jan van Eyck
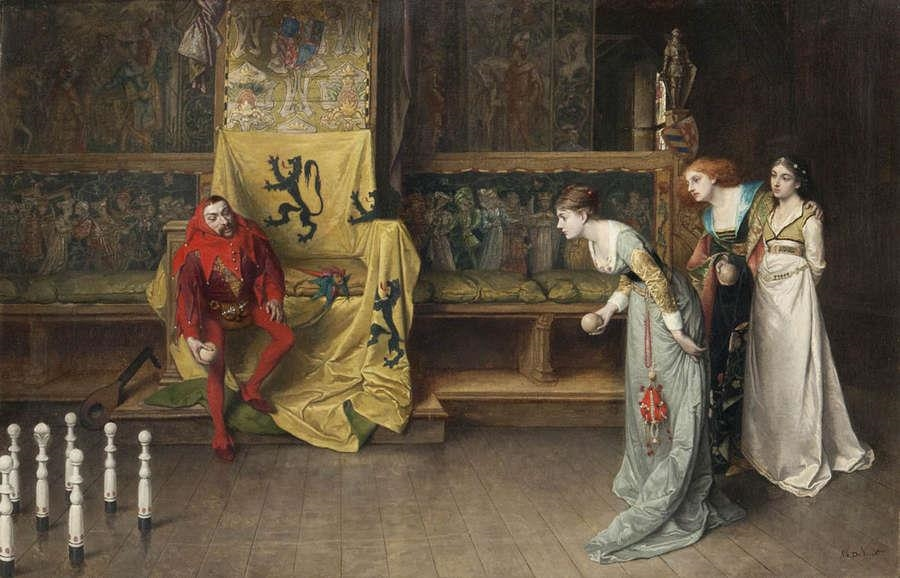
Juego de corte del siglo XV
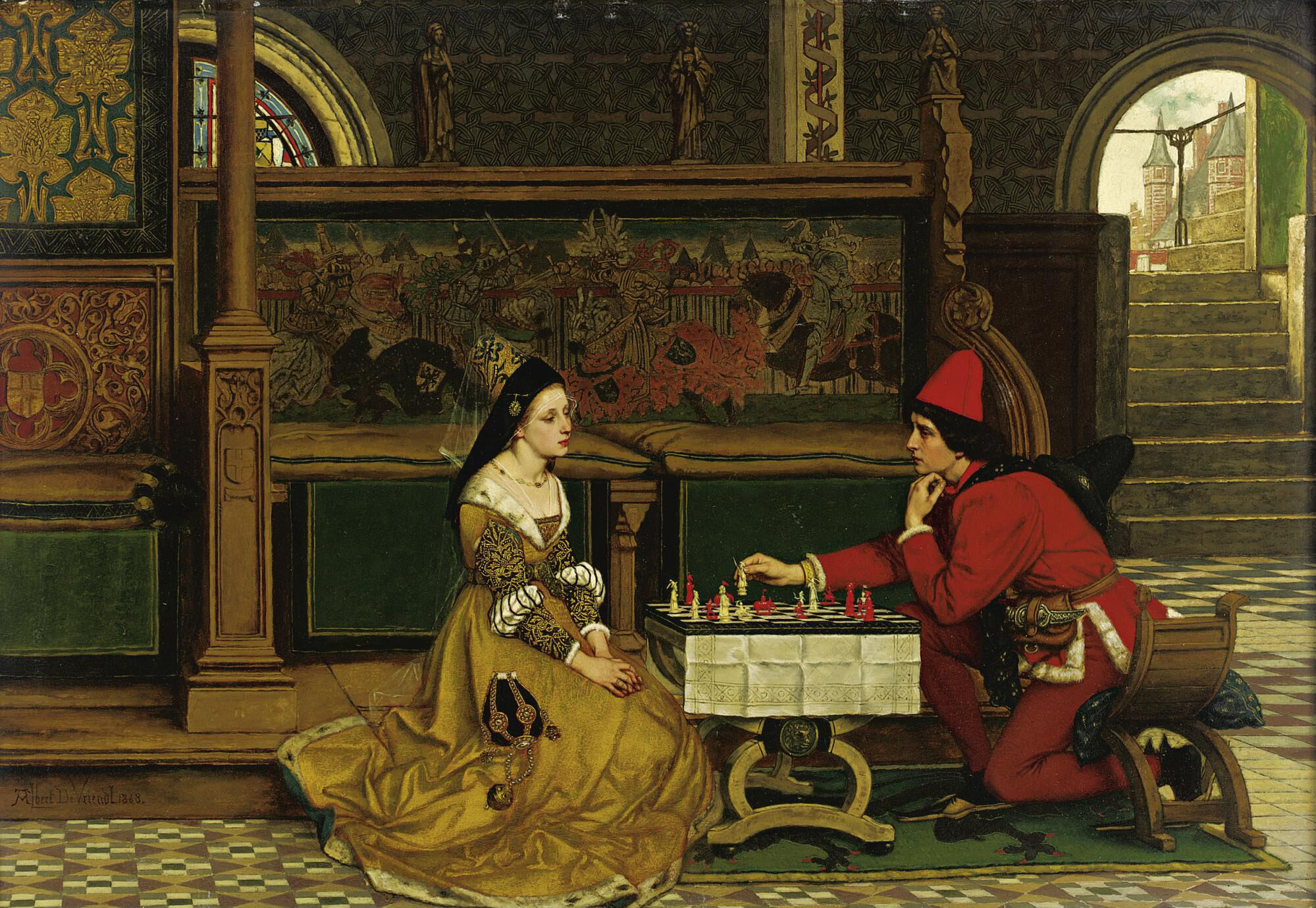
Su movimiento
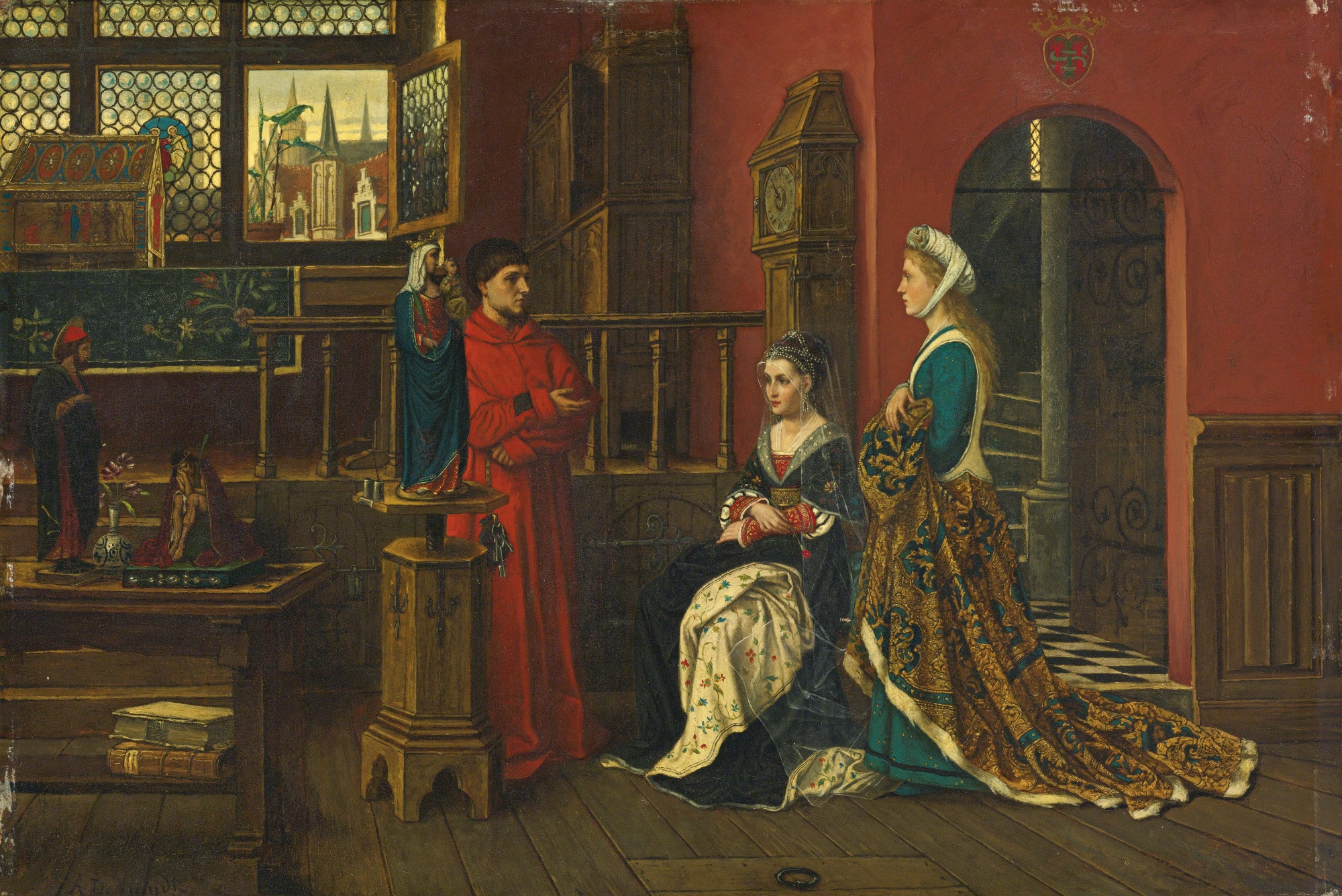
Reina con dama de honor